# نصف‌النهار ۹۴ درجه غربی
نصف‌النهار ۹۴ درجه غربی ۹۴مین نصف‌النهار غربی از گرینویچ است که از لحاظ زمانی 6 ساعت و 16 دقیقه با گرینویچ اختلاف زمانی دارد.
این نصف‌النهار از قطب شمال شروع و از مناطق زیر گذشته و به قطب جنوب ختم می‌شود.
- کانادا
- ایالات متحده آمریکا
- اقیانوس آرام